# Joan Havill
Joan Havill (* im 20. Jahrhundert) ist eine neuseeländische Pianistin und Musikpädagogin.

## Leben
Havill trat bereits als Kind in Konzerten und im Hörfunk in Neuseeland auf. Als Stipendiatin erhielt sie die Möglichkeit, bei Cyril Smith am Royal College of Music in London zu studieren, wo sie mehrere Preise erhielt. Mit Unterstützung des British Arts Council vervollkommnete sie ihre Ausbildung in den 1960er Jahren in Paris bei Nadia Boulanger und in London bei Ilona Kabos und Louis Kentner.
1966 debütierte sie in der Wigmore Hall und unternahm dann regelmäßig Tourneen durch Großbritannien, Irland, Australien und Neuseeland. Sie trat mit Orchestern wie dem Birmingham Symphony Orchestra, dem BBC Symphony Orchestra, dem Ulster Orchestra und dem New Zealand Symphony Orchestra auf, gab Recitals in der Wigmore Hall und spielte Aufnahmen beim Label Vox Records und bei der BBC ein.
Seit 1980 unterrichtet Havill Klavier an der Guildhall School of Music and Drama. Viele ihrer Studenten wurden Preisträger bei internationalen Klavierwettbewerben. Sie gibt in England regelmäßig Meisterklassen und wirkt als Jurorin an Wettbewerben mit. 1986 wurde sie Fellow der Guildhall School, 1996 wurde ihr der Titel eines Senior Professor verliehen. Havill ist mit dem Komponisten Anthony Hersch Hill verheiratet.